# Адмиральская улица (Бруклин)

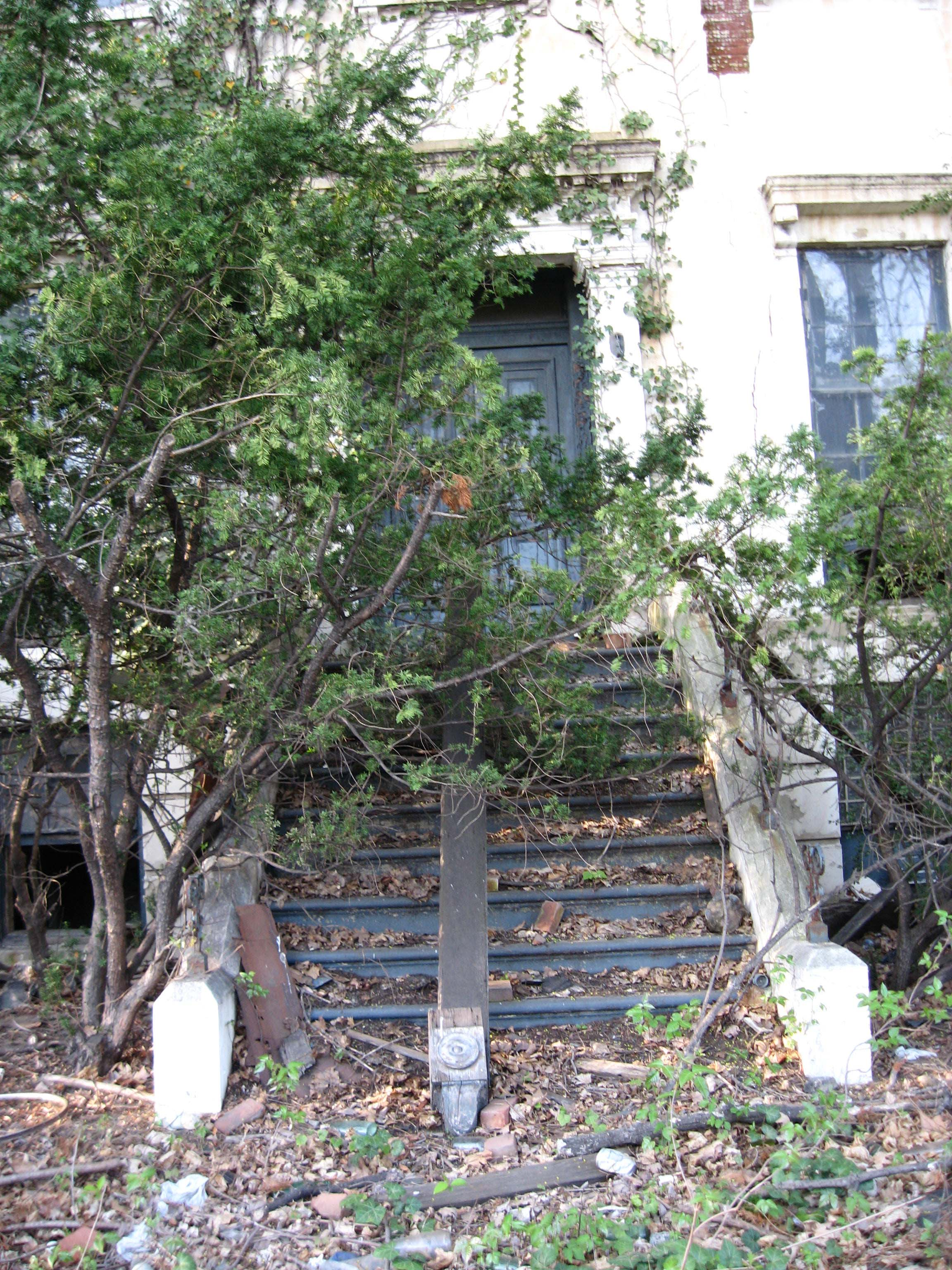
Подъезд одного из домов на Адмиральской улице

Адмиральская улица (англ. Admiral's Row) — квартал района Бруклинская военно-морская верфь в северо-западном Бруклине, штат Нью-Йорк, США, в котором располагаются заброшенные дома, построенные в классическом стиле, находящиеся в собственности Национальной гвардии. Формально в этих домах до сих пор числятся офицеры армии США. Район расположен на территории 8 акров и включает в себя 12 домов с подземными гаражами, теннисный корт и теплицы.

## История
В середине 1960-х, когда Военно-морская база в районе Бруклинской военно-морской верфи была закрыта, дома было решено оставить семьям офицеров. В середине 1970-х дома передали в собственность Национальной гвардии. После этого дома опустели.
15 апреля 2008 года Национальная гвардия запустила проект — веб-сайт с целью привлечения инвесторов реконструкции района. 23 июля 2008 года состоялись общественные слушания, участники которых проголосовали за сохранение исторического облика района.
Несмотря на заявления Эндрю Кимбелла, президента корпорации Развития района Бруклинской военно-морской верфи, что дома на Адмиральской улице слишком обветшали и не подлежат реставрации, инженерный корпус Армии США подготовил отчёт. В нём говорилось, что здания не только могут быть отреставрированы, но и отвечают требованиям для присвоения району статуса исторического района. Департамент Парков Нью-Йорка согласился с отчётом военных и предложил найти альтернативу сносу. В частности, было предложено организовать в районе Национальный парк либо подвергнуть район процессу адаптивного строительства.